# Яковлевка (Вологодская область)
Я́ковлевка — деревня в Грязовецком районе Вологодской области России.
Входит в состав Перцевского муниципального образования, с точки зрения административно-территориального деления — в Перцевский сельсовет.
Расстояние по автодороге до районного центра Грязовца — 15 км, до центра муниципального образования Слободы — 5 км. Ближайшие населённые пункты — Девять Изб, Дюкосово, Камешник.
По данным переписи в 2002 году постоянного населения не было.